# Retina
La retina és la membrana fotosensible de l'ull i forma la capa més interna de la cúpula òptica. Conté diverses subcapes.
La seva funció principal és transmetre informació al nervi òptic.

## Capes de la retina

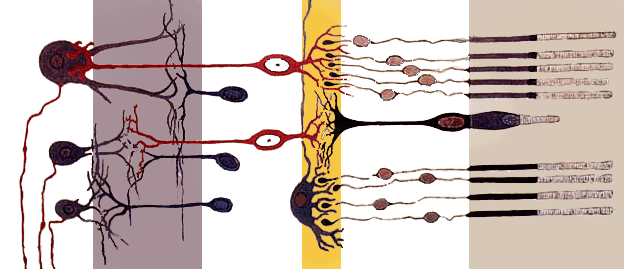
Organització axial de la retina segons Cajal (1911). La llum entra per l'esquerra i ha de travessar totes les capes cel·lulars fins a arribar als cons i bastons que es troben a la dreta de l'esquema.

La retina es compon de deu capes més o menys diferenciades i les seves prolongacions. Són les següents, de més externa (en contacte amb la túnica mitjana) a més interna (en contacte amb l'humor vitri).
- Capa pigmentària (I). Capa externa que descansa sobre la membrana de Bruch i la coroide en general, estant fortament adherida.
- Capa de cons i bastons (II)
- Membrana limitant externa (III)
- Capa nuclear externa (IV)
- Capa plexiforme externa (V)
- Capa nuclear interna (VI)
- Capa plexiforme interna (VII)
- Capa ganglionar (VIII)
- Capa de fibres del nervi òptic (IX)
- Membrana limitant interna (X)

## Regions de la retina
La retina té dues regions ben definides:
- Regió no fotosensible. Localitzada per davant de l'ora serrata. Revesteix el cos ciliar i la superfície posterior de l'iris.
- Regió fotosensible. És la part posterior de la retina on es localitzen els fotoreceptors, excepte en el punt on s'uneix al nervi òptic. Aquest punt es denomina papil·la òptica. Quan la llum incideix sobre aquesta zona, les neurones són estimulades i generen una resposta. Depenent de si la neurona rep l'estimulació dels fotoreceptors localitzats a la fòvea o de la perifèria retiniana, es generarà un tipus diferent de visió:
  - Si una neurona rep l'estímul de fotoreceptors de la fòvea obtindrem una visió més aguda i enfocarem el punt de fixació ocular
  - Si una neurona rep l'estímul de la perifèria retiniana generarem i processarem informació d'una zona més àmplia del camp visual, pels laterals del punt de fixació ocular

Com que en la fòvea existeixen gairebé el mateix nombre de cèl·lules ganglionars i de cons, la visió foveal és més directa i aguda a diferència de la visió perifèrica.

## Elements retinals

### Cons i bastons (fotoreceptors)
S'estenen, en estacada, des de la capa externa de la capa neural fins a l'epiteli pigmentari de la retina. Els cons i bastons són els segments externs de les cèl·lules fotoreceptores, els nuclis de les quals formen la capa nuclear de la retina. La llum que incideix deu travessar abans totes les restants capes de la pars nervosa. En aquests fotoreceptors es dona la fototransducció, és a dir, la transformació de l'estímul lluminós en un impuls nerviós que serà percebut en les zones específiques del còrtex cerebral. Tot aquest procés es pot donar gràcies a la captació de fotons pel retinal, localitzat a dins del fotopigment (rodopsina en bastons i conopsines en cons).
Hi ha 120 milions de bastons i 7 milions de cons, tenint unes dimensions variables en funció de la regió de la retina (són més grans en la fòvea òptica). Els bastons són sensibles a la llum poc intensa pel que la visió al capvespre (visió escotòpica) resulta òptima per a aquests fotoreceptors. S'aprecien tonalitats de grises. Mentre, els cons són sensibles a les zones vermella, verda i blava de l'espectre lluminós (visió fotòpica). Distingeixen colors i permeten una major agudesa visual.
Cada bastó i con està format per tres parts:
- Segment extern de la cèl·lula. És cilíndric o cònic. Aquesta porció es relaciona amb la zona apical de les cèl·lules de l'epiteli pigmentari de la retina, sense entrar en contacte directe. És el lloc de la fotosensibilitat. S'observen de 600 a 1000 discos horitzontals regularment distribuïts. En els bastons, aquests discos contenen membrana i estan tancats en la membrana plasmàtica del segment extern. Els bastons formen discos nous plegant la membrana plasmàtica tota la seva vida, i ho fan regularment. En els cons, el procés, anàleg, es dona amb molta menys freqüència. Els discos dels bastons perden la seva relació de continuïtat amb la membrana plasmàtica de la qual procedeixen poc després de ser formats. Aniran avançant fins a arribar a la zona apical de l'epiteli pigmentari de la retina, on acabaran per ser fagocitats. Els discos dels cons, per contra, sí que mantenen la continuïtat amb la membrana plasmàtica i aquesta és una de les grans diferències. Això va unit i influeix en el fet que el pigment visual no es renova de la mateixa forma. En els bastons, el pigment s'incorpora al principi del segment extern i triga dies a arribar al seu extrem, mentre que en els cons, el pigment pot incorporar-se en qualsevol posició.

- Pedicle de connexió. Conté un cili composta per nou pars de microtúbuls perifèrics. És la porció més estreta. S'estén una prolongació caliceal des de l'extrem distal del segment intern amb el proximal de l'extern.
- Segment intern, que es divideix en dues porcions, la mioide i l'el·lipsoide. En la regió mioide hi ha l'complex de Golgi, reticle endoplasmàtic rugós (RER) i polisomes. En l'el·lipsoide hi ha mitocondris. En definitiva, el segment intern conté la maquinària metabòlica que manté als fotoreceptors del segment extern.

### Cèl·lules bipolars
Formen un grup de neurones que recopilen senyals fotoreceptores, provinents de l'exterior de la retina, i les transmeten a les cèl·lules ganglionars situades a l'interior de la retina. Avui en dia s'han descobert fins a catorze tipus diferents de cèl·lules bipolars que s'encarreguen de crear a l'interior de la retina una descripció visual del món.
El 1893, Ramón y Cajal ja va descriure dos tipus bàsics de cèl·lules bipolars, unes que rebien informació de cons i altres que ho feien de bastons, establint dues vies per a la conducció de l'estímul visual. Les variacions en forma i mida d'aquestes formen les diverses classes de cèl·lules bipolars.
Existeixen dos tipus funcionals de cèl·lules bipolars:
- Bipolars de centre-ON, que es despolaritzen quan la llum incideix en el centre del seu camp receptiu, i la perfièria d'aquest no està il·luminada. Són les implicades en detectar els increments d'intensitat lluminosa.
- Bipolars de centre-OFF, que actuen al contrari: despolaritzen quan la llum incideix a la perifèria del seu camp receptiu. Són les responsables en detectar la disminució d'intensitat lluminosa.

El que determina que una cèl·lula ganglionar ON o OFF sigui estimulada no és la intensitat absoluta de la llum, sinó la diferència entre la intensitat de la llum que incideix en el centre del camp receptiu i en la perifèria. Això permet discriminar les intensitats llumíniques amb independència de la llum global.

## Procés visual en la retina
El processament visual en la retina és un procés que va des de la retina fins les àrees corticals occipitals primàries, on es bifurca en dues vies principals: la dorsal, que es dirigeix cap els lòbuls parietals i s'especialitza en la distribució espacial, i la ventral, que es dirigeix cap els lòbuls temporals i s'encarrega de la identificació i reconeixement dels objectes.
Aquest procés el realitzen set tipus neuronals:
- Aferents: fotoreceptors, bipolars, horitzontals, amacrines i ganglionars.
- Eferents: cèl·lules interplexiformes i biplexiformes.

Els fotoreceptors fan sinapsi amb les cèl·lules bipolars i transmeten la informació a les cèl·lules ganglionars. En la primera sinapsi a la capa plexiforme externa, les cèl·lules horitzontals regulen la senyal visual i defineixen la resolució espacial de la imatge projectada en la retina. En la segona sinapsi a la capa plexiforme interna, les cèl·lules amacrines organitzen la resolució temporal que faran les cèl·lules ganglionars. Els axons d'aquestes cèl·lules ganglionars constitueixen el nervi òptic. El nervi òptic té, en la via aferent, el tàlem i altres estructures encefàliques que formen les vies de retroalimentació pels reflexes visuals i els moviments oculars. Del tàlem, la via visual segueix cap el còrtex visual primari (còrtex occipital) fins a arribar al còrtex visual d'associació en els lòbuls temporal i parietal posterior del cervell.
La informació que ens arriba de les àrees visuals primàries no és suficient pel reconeixement dels objectes, sinó que cal emparellar les representacions d'un input sensitiu amb representacions de la memòria per poder reaccionar davant els estímuls del món exterior.

### Bases de la visió en color
Les cèl·lules bipolars ON-OFF no són selectives cromàticament, evitant que la retina discrimini les longituds d'ona. Els cons, independentment de l'espectre que puguin captar, no són capaços de crear visió en color. Els outputs dels cons generen una única senyal, que només pot variar en magnitud. És per aquesta raó que les senyals dels cons al cervell són ambigües: hi ha moltes combinacions d'intensitats i longituds d'ona que provocaran el mateix output dels cons, així, per determinar la longitud d'ona d'un estímul, cal comparar els outputs de dos cons com a mínim.
Un con individual conté un sol tipus espectral d'opsina, creant dos cons: un que detecta i informa de grans longituds d'ona (representen el 85% del total de cons), i l'altre de petites longituds d'ones (15%). D'aquesta manera, comparant els seus outputs, la retina pot crear una sola senyal que reflecteix la composició espectral de l'estímul. La retina, així, té unes connexions que permeten que els outputs de cèl·lules ganglionars comparin les respostes dels cons que detecten petites longituds d'ona amb els de grans longituds d'ona a través de sistemes d'estimulació/inhibició. És així com a través d'una sola senyal informa al cervell on es troba l'estímul dins l'espectre blau-groc.

## Etimologia
El nom retina és el diminutiu de la paraula en llatí rete que significa 'xarxa', ja que qui la va descobrir, Herófilo de Calcedònia, la va descriure com una petita xarxa.

## Origen embriològic
La retina procedeix d'una evaginació bilateral del prosencèfal anomenada vesícula òptica primària, que després d'una invaginació local es transforma en la vesícula òptica secundària que té forma de copa. Cada copa òptica roman connectada amb el cervell mitjançant una tija, el futur nervi òptic. A l'adult, la retina està formada per una capa epitelial pigmentada externa, l'epiteli pigmentari, i una làmina interna, la retina neural o retina pròpiament dita, que conté elements semblants als del cervell, per la qual cosa es pot considerar com una part especialment diferenciada del sistema nerviós central.

## Patologia
- La degeneració macular és un grup de malalties caracteritzades per la pèrdua de la visió central a causa de la mort o deteriorament de les cèl·lules de la màcula, la més freqüent és la degeneració macular per edat.
- El despreniment de retina, la retina es desprèn de la coroide.
- Tant la hipertensió arterial i la diabetis mellitus poden causar mal als petits vasos sanguinis que irriguen la retina, que condueixen a la retinopatia hipertensiva i retinopatia diabètica.
- Menys freqüents són:
  - La retinòsquisi on hi ha una separació anormal de les capes neurosensorials de la retina.
  - La retinitis pigmentosa és un grup de malalties genètiques que afecten la retina i provoca la pèrdua de la visió nocturna i visió perifèrica.
  - La distròfia de cons i bastons descriu una sèrie de malalties on es produeix la pèrdua de visió pel deteriorament dels cons i/o bastons a la retina.
  - El retinoblastoma és un càncer de la retina.